# Letizia Muratori
Letizia Muratori (Roma, 28 febbraio 1972) è una scrittrice e giornalista italiana.

## Biografia
Letizia Muratori, giornalista romana che si occupa di cinema e che scrive per diverse testate, ha esordito come scrittrice nel 2004 con il racconto Saro e Sara, pubblicato dalla casa editrice Einaudi nell'antologia Ragazze che dovresti conoscere. Nel 2005 pubblica il suo primo romanzo Tu non c'entri, seguito nel 2007 da La vita in comune. Entrambi i romanzi sono stati pubblicati da Einaudi.
Nel 2008 l'autrice passa alla casa editrice Adelphi pubblicando il romanzo La casa madre, composto da due racconti lunghi che hanno come tema principale l'infanzia: il primo dà il nome al libro e riflette sul successo commerciale dei Cabbage Patch Kids che spopolarono negli anni 1980, mentre il secondo è intitolato Il segreto. La casa madre è vincitrice assoluta del Premio Ceppo Pistoia.
Nel 2009 viene pubblicato il romanzo Il giorno dell'indipendenza, vincitore l'anno seguente del Premio Roma e finalista al Premio Bergamo.
Nel 2010 esce con l'editrice Adelphi Sole senza nessuno, romanzo incentrato sul mondo della moda. Del 2011 è il romanzo Come se niente fosse, sempre tramite l'Adelphi.
Nel 2015, con Animali domestici (Adelphi), vince il Premio Mondello Opera Italiana. Nel 2019, il racconto Spifferi si aggiudica il Premio Nazionale Renato Fucini.

## Opere

### Romanzi
- Tu non c'entri, Torino, Einaudi, 2005 ISBN 88-06-17615-3.
- La vita in comune, Torino, Einaudi, 2007 ISBN 978-88-06-18691-3.
- La casa madre, Milano, Adelphi, 2008 ISBN 978-88-459-2287-9.
- Il giorno dell'indipendenza, Milano, Adelphi, 2009 ISBN 978-88-459-2394-4.
- Sole senza nessuno, Milano, Adelphi, 2010 ISBN 978-88-459-2514-6.
- Come se niente fosse, Milano, Adelphi, 2012 ISBN 978-88-459-2714-0.
- Animali domestici, Milano, Adelphi, 2015 ISBN 978-88-459-2957-1.
- Carissimi, Milano, La nave di Teseo, 2019 ISBN 978-88-93449-26-7.
- Una vita da donna, Milano, La nave di Teseo, 2022 ISBN 978-88-346-1060-2.

### Racconti
- Saro e Sara, in Ragazze che dovresti conoscere, Torino, Einaudi, 2004 ISBN 88-06-17000-7.
- Spifferi, Milano, La nave di Teseo, 2018 ISBN 978-88-93445-65-8.

### Poesie
- Luce intermedia, Roma, Fermenti, 1999

### Saggi
- Guida al mockumentary con Cristina Piccino, Torino, Einaudi, 2007 ISBN 978-88-06-19068-2.